# Abdón Prats Bastidas
Abdón Prats Bastidas (Artà, Illes Balears, 7 de desembre de 1992), és un futbolista mallorquí. Juga de davanter al Real Club Esportiu Mallorca de la Primera Divisió.

## Carrera de club
Abdón és producte del planter local del RCD Mallorca, i va debutar com a sènior als 17 anys. Va passar diverses temporades a Segona Divisió B amb el RCD Mallorca B. El 14 de desembre de 2011 va debutar amb el primer equip, jugant uns minuts en una derrota a casa per 0-1 contra l'Sporting de Gijón a la Copa del Rei de futbol 2011–12.
El 28 d'abril de 2012, Abdón va jugar el seu primer partit de La Liga entrant per suplir Víctor Casadesús en una victòria per 3–1 contra el Getafe CF. El 23 d'agost de l'any següent fou cedit al Burgos CF de Segona B, i va tornar al final de la temporada al primer equip mallorquí, aquest cop a Segona Divisió.
Abdón va marcar el seu primer gol com a professional el 21 de setembre de 2014, tot i que fou en una derrota per 4–6 a casa contra el CA Osasuna. El 30 de gener de l'any següent va acabar contracte, i en va signar un altre amb el CD Tenerife hores després.
El 3 de juliol de 2015, Abdón va signar per dos anys amb el CD Mirandés de segona divisió. El 25 de gener de 2017, va deixar el club per mutu consentiment, i va fitxar pel Racing de Santander.
El 4 de juliol de 2017, després de marcar 14 gols pel Racing, el màxim de la seva carrera, Abdón va retornar al Mallorca, novament a Segona B.